# Comuna de Stronie Śląskie
Stronie Śląskie (polaco: Gmina Stronie Śląskie) é uma gminy (comuna) na Polónia, na voivodia de Baixa Silésia e no condado de Kłodzki.
De acordo com os censos de 2004, a comuna tem 7 821 habitantes.

## Área
Estende-se por uma área de 146,42 km².

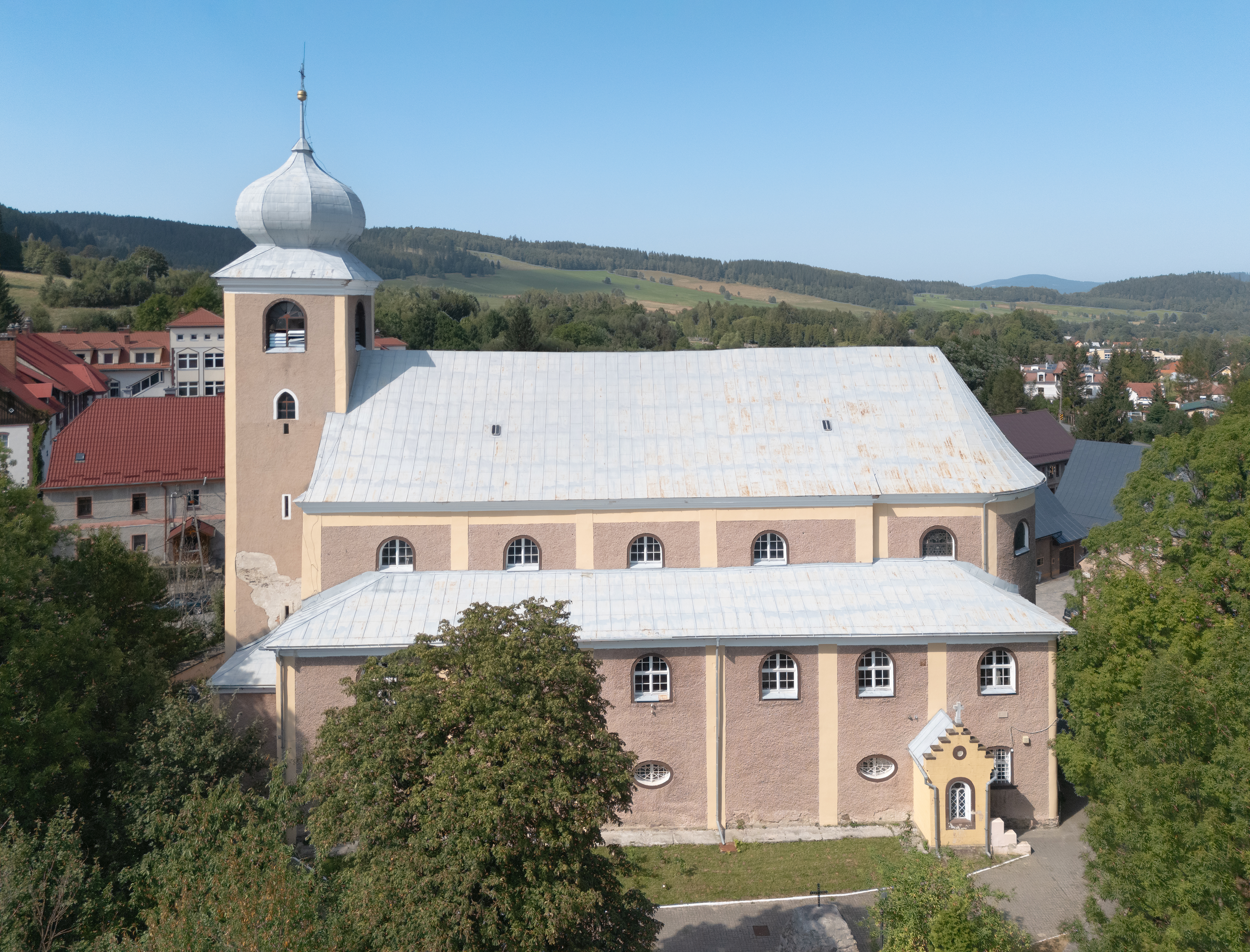